# ماريو مونيوث
ماريو مونيوث (بالإسبانية: Mario Muñoz)‏ (7 أغسطس 1984 في كولومبيا - ) هو لاعب كرة قدم كولومبي في مركز حراسة المرمى. لعب مع Patriotas Boyacá ‏ وAcademia F.C. ‏ وكوكوتا ديبورتيفو ‏ وأتليتيكو بوكارامانغا وBogotá F.C. ‏.

## وصلات خارجية
- ماريو مونيوث على موقع قاعدة بيانات كرة القدم.إي يو (الإنجليزية)